# Neotrichia alata
Neotrichia alata är en nattsländeart som beskrevs av Oliver S. Flint Jr. 1968. Neotrichia alata ingår i släktet Neotrichia och familjen smånattsländor. Inga underarter finns listade i Catalogue of Life.